# 拜農山
62°55′S 60°36′W / 62.917°S 60.600°W
拜農山是南極洲的山峰，位於南設得蘭群島，處於欺骗岛，處於彭杜拉姆灣以北3公里，海拔高度340米，現時由南極條約體系管理。